# Château d'Apremont (Cher)
Pour les articles homonymes, voir Château d'Apremont.
Le château d'Apremont est situé sur la commune d'Apremont-sur-Allier, dans le département du Cher, en région Centre-Val de Loire. Par son emplacement en léger surplomb, il occupe une position dominante sur les rives de l'Allier.
Au milieu du Moyen Âge, en lieu et place de l'actuel château, s'élevait précédemment une place forte qui contrôlait l'unique route proche de l'axe fluvial formé par l'Allier. Au cours de la guerre civile entre Armagnacs et Bourguignons à la fin du XIVe  début du  XVe siècle, cette première forteresse subit une destruction complète. Postérieurement, entre 1450 et 1500, la demeure seigneuriale est entièrement reconstruite pour devenir le château actuel.
C'est probablement au cours de ces travaux, en 1477, que l'enceinte du fort est remaniée. Cette dernière se pare dès lors de cinq tours fortifiées, dont la tour dite « du Bourg » et la celle dite « de la Chapelle ». Entre chacune sont déployés des courtines.
Au commencement du XVIIe siècle, le logis seigneurial fait l'objet d'une surélévation d'un étage.
Au siècle suivant, l'une des ailes du corps de bâtiment est réaménagée pour un atelier royal de verrerie fondé en 1752.
Pendant la première moitié du XIXe siècle, l'ancienne résidence seigneuriale bénéficie d'une importante restauration. Des écuries sont alors construites en lieu et place de la verrerie royale. L'élément d'enceinte qui raccorde la tour du Bourg avec celle de la chapelle est par contre détruit.
Entre 1934 et 1942, le château fait l'objet d'une reconstruction, supervisée et financée par l'industriel Eugène Schneider. Cette opération est effectuée avec le décorateur De Galéa. Ces travaux caractérisent le château d'un style néogothique.
Le château et les écuries qui lui sont attenantes bénéficient d'une inscription au titre des monuments historiques par arrêté du 16 juin 1989.

## Localisation
Situé à 16 km de Nevers, aux confins du Berry et de la Bourgogne, le château d’Apremont domine l’Allier qui coule à son pied.

## Historique
Il ne reste pas grand-chose de la formidable forteresse anglo-bourguignonne de 12 à 14 tours du XVe siècle. Aux premiers seigneurs connus, la famille des Barres qui habita le château aux XIIe siècle, XIIIe siècle et XIVe siècle, succédèrent Guyot de Revillon puis Philibert de Boutillat, bailli de Nevers et trésorier du Royaume de France, qui le reçut en apanage du comte de Nevers en 1477. À cette date, Philibert de Boutillat demande les fonds nécessaires à son suzerain pour reconstruire partiellement le château. C’est la forteresse qui est de nos jours visible avec ses cinq tours, ses remparts, ses courtines et ses mâchicoulis.
Diverses familles se succèdent pendant les XVIe et XVIIe siècles. Le fils de Philippe de Boutillat, Nicaise, le cède aux descendants de la famille des Barres. En 1602, François de Roffignac achète le château. Sa descendance le vend en 1722 à Louis-Marie-Victoire comte de Béthune-Charost-Pologne. Dès ce moment, il restera dans la même famille en lignée féminine : Béthune, Masseran, Saint-Sauveur, Schneider et Brissac.
Caroline de Fiesque-Masseran, l'aînée des petites-filles de la comtesse de Béthune-Pologne Antoinette-Marie-Louise (de) Crozat de Thiers, épouse en 1801, Aldonce, marquis de Saint-Sauveur, qui fait d'Apremont sa résidence d'été.
À la fin du XIXe siècle, la famille est ruinée. Le marquis Paul-Henry-Raymond de Rafélis de Saint-Sauveur (1838-1884 ; de la famille de l'évêque Charles-Joseph) a dilapidé sa fortune dans les fêtes et au jeu. Il s'est suicidé. Ses terres, ses voitures, ses meubles ont été vendus à l'encan. Il ne subsiste guère que le château d'Apremont, un bien souvent transmis par les femmes, qui ont réussi à le sauver pendant la Révolution. Désormais inhabité, il se délabre. En 1894, sa fille, arrière-petite-fille d'Aldonce, Antoinette de Rafélis-Saint-Sauveur, épouse Eugène Schneider, maître de forges au Creusot, et troisième de la dynastie industrielle. Elle l'emmène en voyage de noces à Apremont. Il s'enthousiasme pour le site, rachète à sa belle-mère et à ses beaux-frères leurs parts respectives, et devient alors le seul propriétaire du château. Il ne cessera alors de le transformer et d'en améliorer le confort pendant 50 ans.
À la mort de son mari, en 1942, Antoinette Schneider se consacre au maintien de la demeure. À sa mort en 1969, sa fille, la duchesse de Brissac Marie/May Schneider, épouse de Pierre de Cossé (1900-1993), duc de Brissac, fils du duc François-Anne-Marie-Timoléon (1868-1944) en devient la propriétaire.
Après avoir perdu un fils de 22 ans, tué en combat aérien en 1918, Antoinette Schneider avait demandé à son époux, qui la voyait inconsolable, de lui donner un jardin. Le goût des jardins s'est transmis à son petit-fils, Gilles de Brissac, dernier fils du duc Pierre, qui décide de créer, en 1976, un parc floral à Apremont. Celui-ci englobe une partie du village. Il attire environ 40 000 promeneurs au cours des six mois d'ouverture au public et contribue à maintenir le village en vie.

## Description
Lors de ses différentes phases de construction, certaines parties de la demeure seigneuriale ont probablement été réalisées au moyen d'une pierre à caractère calcaire et de couleur jaunâtre,. Ce type de matériau, essentiellement exploité au cours des XVIIe et XVIIIe siècles, est issu des carrières de la ville d'Apremont-sur-Allier,,. Les blocs de pierre, qui pourvoyait une vaste région englobant les territoires situés à proximité du bassin de la Loire, étaient alors acheminés par voie navigable en suivant le cours de l'Allier, puis celui de la Loire (pour les autres édifices) grâce à des embarcations à fond plat

## Le parc et les jardins
Le parc floral d'Apremont-sur-Allier a été imaginé, créé et modelé par Gilles de Brissac. Les premiers  travaux ont commencé en 1970. Le jardin a été aménagé à partir de rien. Sur un terrain plat, sans volume, composés de prés et d’une ancienne carrière désaffectée, une cascade a été construite avec 650 tonnes de rochers, une vallée a été barrée afin de constituer une série d’étangs sur lesquels s’épanouissent maintenant une collection de plantes aquatiques, de  nymphéas et de lotus. Les prés ont été changés en pelouses et en massifs d’arbustes à fleurs dédiés à la promenade (il n’y a pas d’allées dans le parc).
Le parc qui s’étend sur quatre hectares se confond avec les champs qui le bordent ainsi qu’avec une grande retenue d’eau qui semble faire partie du domaine. Il s’agrémente de  « fabriques »  qui sont des constructions de fantaisie, réalisées dans l'esprit de la deuxième moitié du XVIIIe siècle. Celles-ci sont l’œuvre du peintre-architecte d’origine russe, Alexandre Serebriakoff. Le Pont-Pagode et son toit en écailles rappelle la Chine, tandis que Le Pavillon Turc et son décor intérieur (de J. Robinet, et illustrant les âges de la vie) évoque les rives du Bosphore et les splendeurs passées de l'Empire ottoman. Le Belvédère est, quant à lui, d’inspiration russe. Huit panneaux ont été réalisés spécialement pour le parc floral d'Apremont-sur-Allier par la faïencerie Montagnon de Nevers, sur les dessins originaux d’Alexandre Serebriakoff. Sur ces panneaux se déroule le voyage imaginaire autour du monde des «Pulcinelli», les polichinelles de la Comédie Italienne. Dix années de travail ont été nécessaires pour leur réalisation.
Le parc abrite les essences les plus rares de conifères et de caduques, qui ont fait sa renommée. Les arbres en bac, pesant chacun entre trois et quatre tonnes, ont été amenés en camion semi-remorque et mis en place. Il est ainsi possible, de nos jours, de voir s’épanouir des séquoias, des cèdres pleureurs, des cyprès chauves, des thuyas dorés, des cryptomérias du Japon, des chamaecyparis ou des obtusas Crippsii (cyprès du Japon)…pour les conifères ; des tulipiers, des liquidambars, des hêtres panachés, des hêtres pourpres, des bouleaux pleureurs, des ginkos bilobas, des érables brillantissimes, des magnolias soulangeana et lennei, des cerisiers et des pommiers d’ornement… pour les caduques.
Les arbustes à fleurs (rhododendrons, azalées, forsythias, lilas, kolkwitzias, choisyas, weigelias, deutzias, seringats, buddleias, rosiers, clérodendrons, pyracanthas, cotonéasters, desmodium, penduliflorum…) constituent une riche collection.
Les vivaces ne sont pas oubliées et forment des bordures colorées durant le printemps, l’été et l’automne qui attirent abeilles et papillons.
La pergola est exclusivement composée de fleurs à grappes ; cytises jaunes, acacias roses et surtout d’extraordinaires glycines du Japon mauves valent à elles seules le déplacement au moment des floraisons à la mi-mai.
Surplombant la cascade, des plantes de rocaille et des conifères rampants introduisent des notes vives dans l’entassement des pierres.
D’inspiration anglaise, ce parc laisse également la part belle aux pelouses, lien entre ces divers univers très poétiques.
Inspirée du « jardin blanc » anglais de Sissinghurst, situé dans le Kent, une bordure d’arbustes et de plantes vivaces à fleurs blanches ou à feuillages argentés s’étend devant un groupe de maisons médiévales créant, ainsi, une ambiance très pittoresque.
Les périodes de floraison :
- mars : magnolia, forsythia, weigelia, seringa ;
- avril : cerisiers et pommiers à fleurs, pivoines arborescentes ;
- mai : azalée, rhododendron, glycine, pivoine ;
- juin : rose, clématite, digitale, lupin ;
- juillet : hemerocalle, hydrangea, agapanthe, perovskia ;
- août : clerodendron, hibiscus, clematite, rosier remontant ;
- septembre : aster, dahlia, sedum.

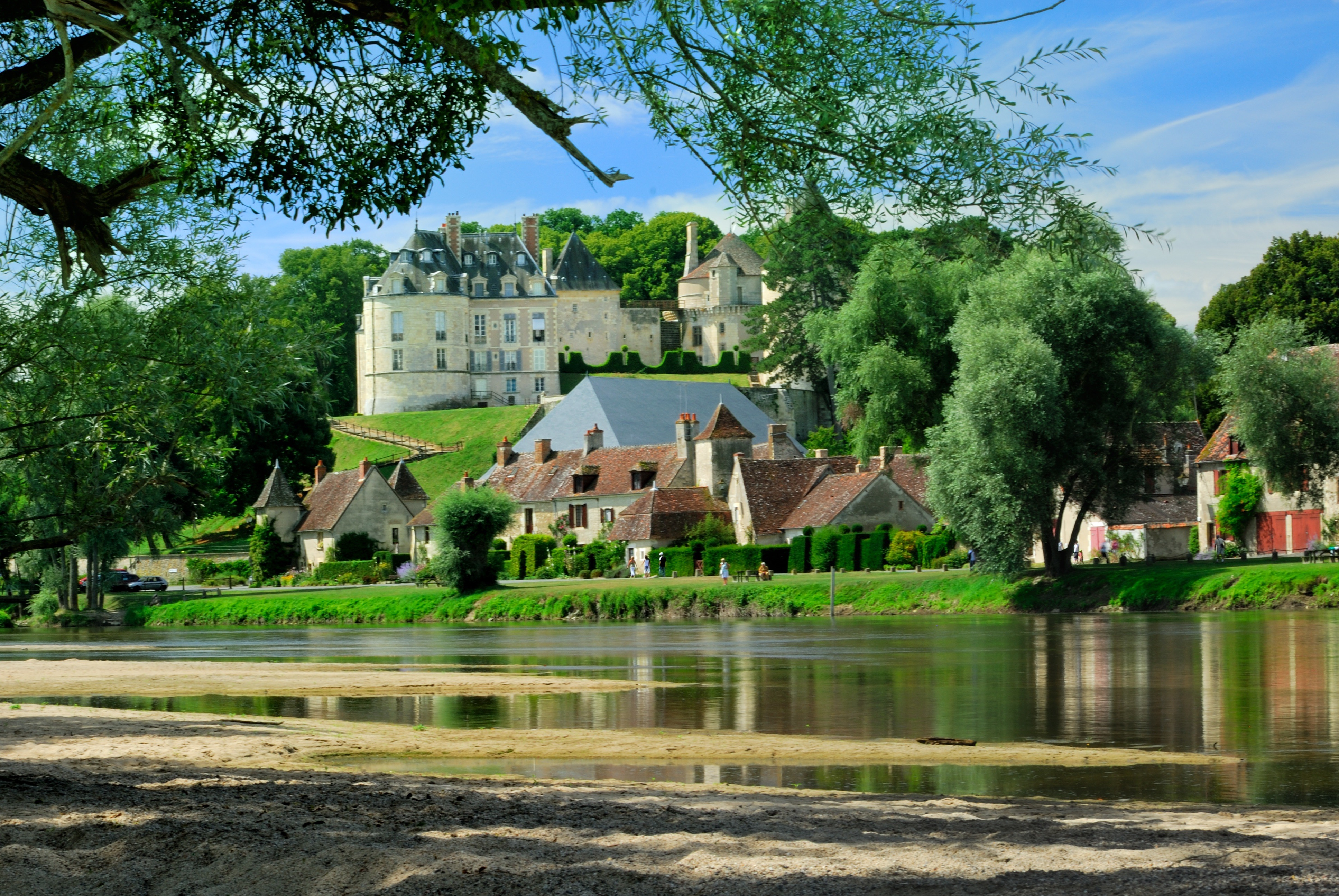
Vue générale d'Apremont-sur-Allier.
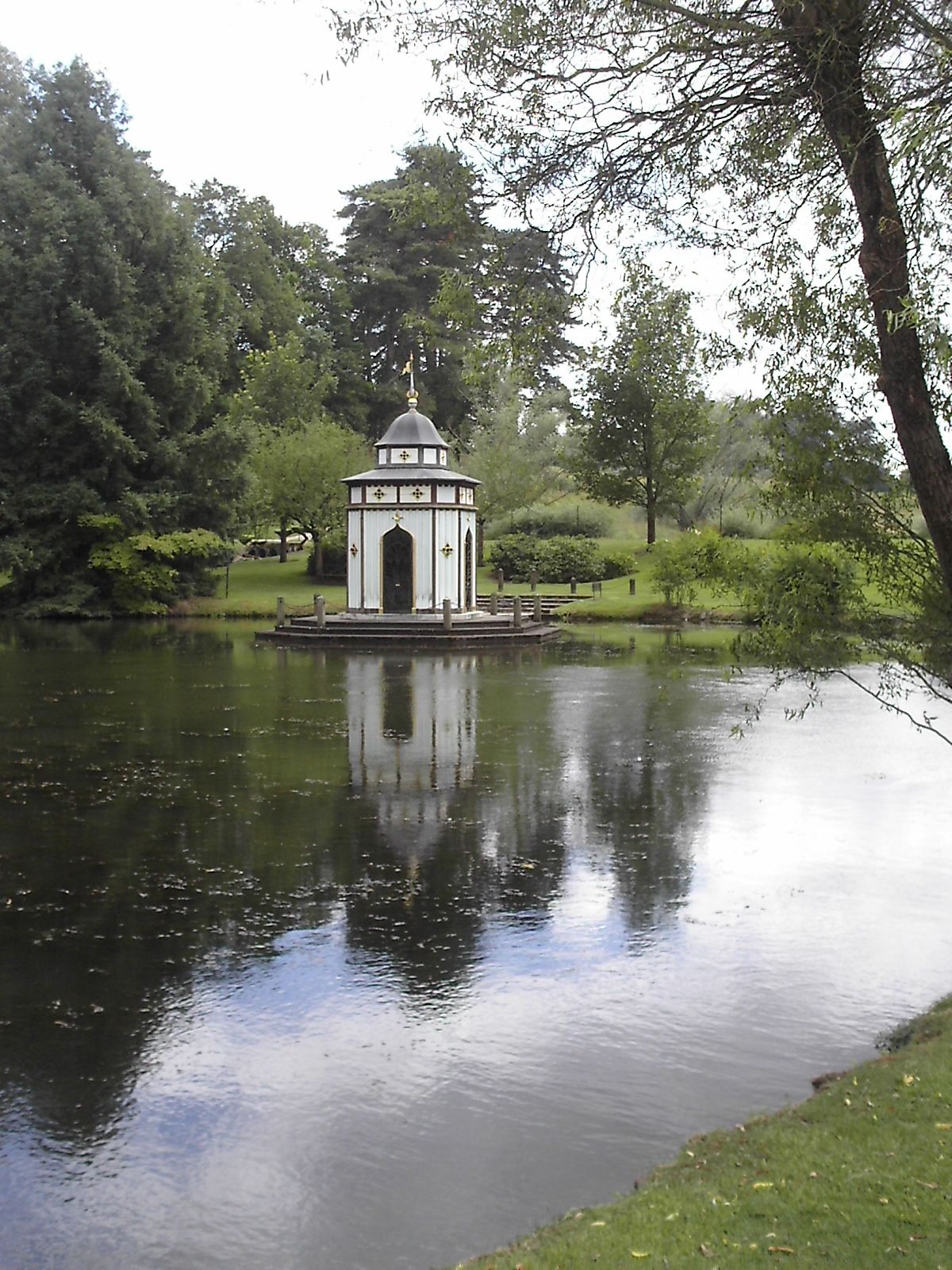
Le pavillon turc du château d'Apremont.
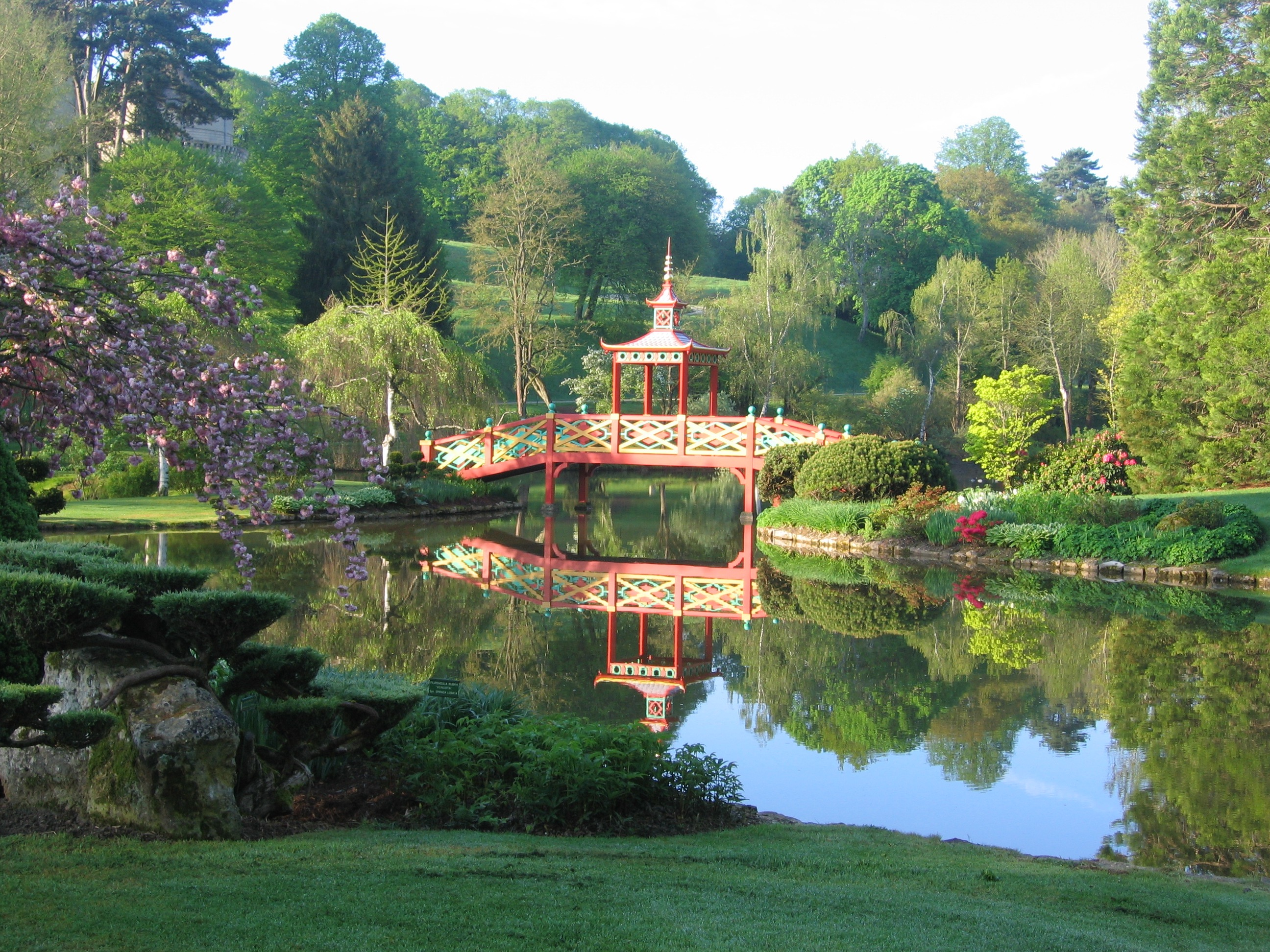
Le pont-pagode chinois dans le parc du château.